# Widi Mulia
Widi Mulia (nacida en Yakarta el 29 de abril de 1979) es una cantante y actriz indonesia. Su nombre es muy rconocido dentro del mundo del espectáculo como miembro del grupo musical AB Tres.

## Discografía

### Álbum
- Cintailah Aku (1995) Bersama AB Three.
- Kerinduanku (1997) Bersama AB Three.
- Nyanyian Cintamu (1999) Bersama AB Three.
- Auraku (2002) Bersama AB Three.
- Selamat Datang Cinta (2006)Bersama AB Three.
- Sujudku (Sencillo Religi Bersama AB Three).

## Sinetron
- Sayekti dan Hanafi

## Filmografía
- Lantai 13 (2007)